# めくり芸
めくり芸（めくりげい）とは、漫談あるいは漫才の一種で、脇に紙芝居のようにネタに関係した絵や文字などを描いたフリップボード等を置き、それをめくりながらネタを進めるスタイルである。
用いる道具が放送業界で用いられるフリップボードやその代用品のスケッチブックであることから、放送作家などの間ではフリップ芸という表現がなされることも多い。
元祖を、ビートたけしが「天才・たけしの元気が出るテレビ」のワンコーナーで演じた「たけしメモ」とする説や、オールナイトフジのとんねるずとする説がある。
「R-１グランプリ」では毎年めくり芸を得意とするファイナリストが選出され、フリップボードやスケッチブックを用いたシンプルなものが進化を重ねてゆく舞台となっている。またテレビでの視認性を高めるためにパソコンとモニターを使うことも増えている。

## 主な芸人
- いつもここから（『悲しい時』）
- ウメ（『紙コント』）[3]
- かとう唯（『ちびまる子ちゃんの歌を歌いながら登場人物の似顔絵を描く』『ダジャレで覚える47都道府県（残酷な天使のテーゼの替え歌）』『ダジャレで魚の名前を覚える歌（紅蓮華の替え歌）』他）
- ZAZY（『きぬえおばあちゃんにパンパンパン』他）
- 桜塚やっくん（紙芝居を進める際、客に役を振って演じさせ、それにツッコミを入れる客いじり）
- 重盛さと美（滑舌が悪くて店員さんに伝わらない品物）
- スーパーニュウニュウ（スケッチブックを使って虫食いクイズをする）
- 夙川アトム（業界用語を連呼しながら紙芝居を行う）
- 粗品（高速フリップネタ）
- 高田ぽる子（コント形式でフリップでストーリーを進め、途中でリコーダーを吹く）
- 滝口ミラ（芸能人を四字熟語で斬る）
- 田代32（観客の反応が悪かった場合、絵が描かれたスケッチブックを一枚ずつ破る）
- 鉄拳（こんな○○は××（だ））
- 寺田寛明（『始まりの歴史』『関数』『ライトノベル』他）
- 鳥居みゆき（『妄想紙芝居』）[4]（『エコ芸人』）
- 中山功太（『受験対策』『50音漫談』『アルファベット漫談』『対義語』『類義語』『形容詞』『物の数え方』『言い換え辞典』『早口言葉』『せっかくだから』『年号』他）（生徒が宿題で作ったシュールな俳句を紹介していくコントスタイルの先生ネタ）
- 中山女子短期大学（シューベルトの『魔王』のメロディに乗せて替え歌を歌いながらめくる『魔王』他）
- ネゴシックス（スケッチブックに描いたおかしな絵や文章に安来弁でツッコむ）
- バカリズム（升野のピンネタ、『トツギーノ』『カエリーノ』『1年D組地理バカ先生』）
- ハリウッドザコシショウ（フリップに名前が書かれた人物の「誇張モノマネ」をする）
- ヒッキー北風（文字や絵の書かれたブリーフを用いた派生型の特殊なめくり芸）
- ヒューマン中村（『美しい日本語にかっこいい英語を滑り込ませてかっこ美しい言葉にする』『日常に潜む“ぽい言葉”』他）
- ヒライケンジ（BGMに合わせてめくり、書かれていることを客にさせる）
- 星野卓也（地名シリーズ、地名を並べてストーリーを作っていく漫談）
- ヤナギブソン（『演奏記号』他）
- ヤポンスキー（スケッチブックにへのへのもへじなど決められた文字だけを使って似顔絵などを書き、強引な運筆にツッコむコントスタイルの漫才）
- ゆーびーむ☆（相田みつをの詩と自分の詩で戦う、自分の好きなものベスト3を発表する、他）
- 善し（COWCOW、『テニスの得点係ジョン』『DJボブ』他）